# 정희계
정희계(鄭熙啓, 1348년 ~ 1396년)는 고려 말 조선 초의 무신으로, 본관은 경주(慶州)이다. 정휘(鄭暉)의 아들이다.

## 생애
처음에는 고려에서 벼슬해, 그의 용의(容儀)를 본 공민왕(恭愍王)에게 뽑혀 근시(近侍)가 되었고, 여러 차례 관직을 옮겨 대호군(大護軍)에 이르렀다.
공민왕이 시해된 후 최영(崔瑩)의 막하로 예속되었고, 1383년(우왕 9) 밀직상의(密直商議)로 있을 때 전 정당문학상의(政堂文學商議) 남좌시(南佐時) 등과 함께 왜구와 싸웠으나 패했다.
이듬해 우왕(禑王)의 친척이라는 이유로 판밀직사사(判密直司事)로 승진했고, 이후 서북면도순문사(西北面都巡問使)로 나갔다.
1388년(우왕 14) 정월 무진피화(戊辰被禍)로 임견미(林堅味)·염흥방(廉興邦)과 그 일당이 숙청될 때 역시 우왕의 친척이라는 이유로 화를 면했다.
6월 최영의 일파로 지목되어 음죽(陰竹)으로 유배되었으나, 8월 창왕(昌王)의 생일을 맞아 풀려났다.
이후 판자혜부사(判慈惠府事)로 복직되었으나, 1390년(공양왕 2) 김종연(金宗衍)의 옥사에 연루되어 다시 안변(安邊)으로 유배되었다가, 이듬해 국대비(國大妃)의 생일을 맞아 경외종편(京外從便)이 허락되었다.
이성계(李成桂)의 일파로서 1392년(공양왕 4) 4월 판개성부사(判開城府事), 6월 문하평리(門下評理)·응양군상호군(鷹揚軍上護軍)를 차례로 거쳤으며, 7월 공양왕(恭讓王)의 폐위와 조선 개국에 동참했다.
같은 달 좌명공신(佐命功臣)에 책록되고 참찬문하부사(參贊門下府事)·팔위상장군(八衛上將軍)·계림군(雞林君)에 임명되었으며, 12월 판팔위사(判八衛事)가 더해졌다.
이듬해 좌도수군도절제사(左道水軍都節制使) 박자안(朴子安)과 우도수군도절제사(右道水軍都節制使) 김을귀(金乙貴)가 병선을 거느리고 왜구를 토벌하러 갈 때, 고만량만호(高灣梁萬戶) 신용무(申用茂)의 죽음을 면하고 박자안과 함께 종군시킬 것을 청해 관철시켰다.
이후 판한성부사(判漢城府事)로 옮겼으며, 1396년(태조 5) 등창으로 졸했다.
정희계의 사후 봉상시(奉常寺)에서 그의 시호를 안양(安煬)·안황(安荒)·안혹(安惑) 등으로 의논해 예조(禮曹)에 올렸는데, 다시 예조에서 이를 보고받은 문하부(門下府)가 문안(文案)을 만들어 태조(太祖)에게 결재를 청했다.
이에 태조는 정희계에게 악시를 올린 최견(崔蠲) 등 5명을 장형에 처한 후 유배보냈고, 예조의 관리인 전백영(全伯英)·이황(李滉), 문하부의 관리인 맹사성(孟思誠)·조사수(趙士秀)는 파직했다.
고쳐진 시호는 양경(良景)이다.

## 가족 관계
- 증조 - 정공단(鄭公但)[8] : 삼사정랑(三司正郎)[9]
  - 조부 - 정자초(鄭子楚)[8] : 유비창승(有備倉丞)
    - 아버지 - 정휘(鄭暉, 1317년 ~ 1381년) : 문하평리(門下評理), 월성군(月城君)
    - 어머니 - 도첨의중찬(都僉議中贊)·판전리사사(判典理司事)·화평부원군(輸化平府院君), 충숙공(忠肅公) 김심(金深, 1262년 ~ 1338년)의 7녀[8][10]
      - 첫째 부인 - 영삼사사(領三司事), 곡성부원군(曲城府院君), 충경공(忠敬公) 염제신(廉悌臣, 1304년 ~ 1382년)의 3녀[11]
        - 아들 - 정길상(鄭吉祥) : 상호군(上護軍), 정발(鄭撥, 1553년 ~ 1592년)의 5대조
        - 첫째 사위 - 이만(李蔓)[8] : 중추원부사(中樞院副使)

      - 둘째 부인 - 판서(判書) 신귀(辛貴)의 차녀[8]
        - 둘째 사위 - 곽덕연(郭德淵)[8] : 장령(掌令)
        - 셋째 사위 - 최도일(崔道一)[8] : 군기시판관(軍器寺判官)